# Taschendrache
Taschendrache ist ein Album von Irene Kepl und Mark Holub. Die 2013 entstandenen Aufnahmen erschienen am 12. Januar 2015 auf Slam Records.

## Hintergrund
Der amerikanische Schlagzeuger Mark Holub ist vor allem als Leiter der Formation Led Bib bekannt. Weiterhin arbeitete er mit dem Saxophonisten Colin Webster sowie in Duo oder als Trio mit dem Led Bib-Keyboarder Toby McLaren. Ab 2012 pendelte Holub zwischen London und Wien und ist Kooperationen mit einer Reihe österreichischer Musiker eingegangen, darunter dem Gitarristen, Klangexperimentator und Studiobesitzer Chris Janka, mit dem er zusammen mit der Theremin-Spezialistin Pamelia Kurstin die Band Blueblut gründete. Eine der ersten Personen, mit denen Holub nach seinem Umzug nach Wien spielte, war die klassisch ausgebildete Geigerin Irene Kepl. Obwohl Kepl vor allem als Komponistin bekannt ist, fühlte sie sich zunehmend von der Welt der frei improvisierten Musik angezogen, und aus ihrem Duo mit Holub ist eine kontinuierliche Zusammenarbeit entstanden, bei der die beiden vor dieser Aufnahme, die im Studio Chris Jankas aufgenommen wurde, mit Club- und Festivalauftritten hervortraten.

## Titelliste
- Irene Kepl & Mark Holub: Taschendrache (Slam Records SLAMCD298)[2]

1. Break Pebbles 1:56
2. Planetarium im Quadrat 4:21
3. On the Carousel 7:05
4. Taschendrache 5:40
5. Arachnid 6:21
6. Seifenblasen Bauen 8:00
7. A Day at the Beach 4:33
8. Finsteres Zeitfenster 4:51
9. Dancing Beetles 4:19
10. Hols Hackende Flecken 6:31
11. Emergency Broadcast System 1:24
12. Speed Date 1:42

Die Kompositionen stammen von Irene Kepl & Mark Holub.

## Rezeption
Taschendrache sei ein kompromissloses, aber durchaus fesselndes Album, das den Hörern von experimentierfreudigem Jazz viel zu bieten habe, meint Ian Mann. Es würde ein echtes Gefühl einer Partnerschaft auf Augenhöhe und eines kontinuierlichen Dialogs herrschen, während das Duo eine erstaunliche Vielfalt an Klängen aus seinen jeweiligen Instrumenten zaubere. Es sei eine Platte, die zeige, was für ein großartiger Allround-Schlagzeuger Mark Holub geworden ist, und es könne als sein bislang ausgereiftestes Album bezeichnet werden. Kepl sei eine perfekte Partnerin, und obwohl ihr Name dem britischen Jazzpublikum vielleicht unbekannt ist, sei klar, dass sie eine abenteuerlustige Musikerin ist, die es wert ist, in Zukunft im Auge behalten zu werden.
Seit Mark Holub 2012 nach Wien gezogen ist, konnte er etwas Distanz zu dem schwungvollen Jazzrock schaffen, den er als Schlagzeuger bei Led Bib mitgestaltet hatte, und sich wieder der freien Improvisation zuwenden, meinte Daniel Spicer in Jazzwise. Dieses Duo-Debüt schwelge darin, Wege zu finden, zwei Instrumente, die nicht oft zusammenspielen, in Einklang zu bringen. Bei Stücken wie dem Titeltrack kann Holub nicht widerstehen, mit einem lockeren und subtilen Groove zu flirten, wähle aber größtenteils einen viel abstrakteren Ansatz, der von hyperaktivem Gezappel auf Rahmen und Becken bis hin zu tiefem, grollendem Tom-Donner mit einer sparsamen, zeremoniellen Anmutung reiche. Kepl würde darauf mit gestischen Spiel antworten, die eher darauf abzielen, die Stimmung zu etablieren, als klare melodische Aussagen zu machen. Es sei überzeugend und fesselnd, mit einem echten Sinn für Dialoge.
Die unermüdliche Betonung der Beats des Schlagzeugers verhindere, dass der elektronische erzeugte Streichersatz nicht in die Stratosphäre abstürme, schrieb Ken Waxman (Jazzword). Stattdessen würde Holubs vielschichtige Dynamik eine angemessen raue Ergänzung zu den Spiccato-Strategien der Geigerin bilden, insbesondere wenn es den Anschein hat, dass ihre messerartigen Bewegungen Gefahr laufen, den Darm des Instruments zu zerreißen.